# Aston Martin AMR22
Aston Martin AMR22 — болід Формули-1, розроблений і виготовлений Астон Мартін для участі в чемпіонаті Формули-1 2022. AMR22 є першим болідом Астон Мартін відповідно до нового технічного регламенту 2022 року. Пілотами стали Себастьян Феттель та Ленс Стролл. Феттель пропустив перші два Гран-прі в Бахрейні та Саудівській Аравії після позитивного тесту на COVID-19; його замінив Ніко Гюлькенберг.

## Історія розробки та виступів
На Гран-прі Іспанії було представлено суттєве оновлення. Були істотно змінені конструкція бокових накладок та дно боліду. Ці доопрацювання були порівняні з Red Bull RB18. FIA розслідувала зміни, але визнала, що вони законні.

## Результати
| Рік      | Команда                               | Двигун              | Шини | Гонщик            | Гран-прі | Гран-прі | Гран-прі | Гран-прі | Гран-прі | Гран-прі | Гран-прі | Гран-прі | Гран-прі | Гран-прі | Гран-прі | Гран-прі | Гран-прі | Гран-прі | Гран-прі | Гран-прі | Гран-прі | Гран-прі | Гран-прі | Гран-прі | Гран-прі | Гран-прі | Очки | Місце |
| Рік      | Команда                               | Двигун              | Шини | Гонщик            | БАХ      | САУ      | АВС      | ЕМІ      | МАЯ      | ІСП      | МОН      | АЗЕ      | КАН      | ВЕЛ      | АВТ      | ФРА      | УГО      | БЕЛ      | НІД      | ІТА      | СІН      | ЯПО      | США      | МЕХ      | САП      | АБУ      | Очки | Місце |
| -------- | ------------------------------------- | ------------------- | ---- | ----------------- | -------- | -------- | -------- | -------- | -------- | -------- | -------- | -------- | -------- | -------- | -------- | -------- | -------- | -------- | -------- | -------- | -------- | -------- | -------- | -------- | -------- | -------- | ---- | ----- |
| 2022     | Aston Martin Aramco Cognizant F1 Team | Mercedes-AMG F1 M13 | P    | Ленс Стролл       | 12       | 13       | 12       | 10       | 10       | 15       | 14       | 16       | 10       | 11       | 13       | 10       | 11       | 11       | 10       | Схід     | 6        | 12       | Схід     | 15       | 10       | 8        | 55   | 7     |
| 2022     | Aston Martin Aramco Cognizant F1 Team | Mercedes-AMG F1 M13 | P    | Себастьян Феттель |          |          | Схід     | 8        | 17†      | 11       | 10       | 6        | 12       | 9        | 17       | 11       | 10       | 8        | 14       | Схід     | 8        | 6        | 8        | 14       | 11       | 10       | 55   | 7     |
| 2022     | Aston Martin Aramco Cognizant F1 Team | Mercedes-AMG F1 M13 | P    | Ніко Гюлькенберг  | 17       | 12       |          |          |          |          |          |          |          |          |          |          |          |          |          |          |          |          |          |          |          |          | 55   | 7     |
| Джерела: |                                       |                     |      |                   |          |          |          |          |          |          |          |          |          |          |          |          |          |          |          |          |          |          |          |          |          |          |      |       |

* Сезон триває.